# Ковалёв, Сергей Игоревич
Серге́й Игоревич Ковалёв (22 сентября 1965, Краснодар, РСФСР, СССР) — советский и российский футболист, полузащитник и нападающий.

## Карьера
В 1986 году провёл 31 матч и забил 1 гол за новороссийский «Цемент». Сезон 1987 года провёл в «Кубани», сыграл 29 встреч, забил 3 мяча и стал вместе с командой чемпионом РСФСР. Кроме того, принял участие в том сезоне в 1 поединке Кубка СССР. В 1988 году выступал за ферганский «Нефтяник», в 13 матчах отметился 2 голами.
В 1990 году играл за «Актюбинец», в 33 встречах забил 7 мячей. В сезоне 1991 года выступал за тимашевскую «Кубань», провёл 20 матчей, забил 1 гол. С 1991 по 1994 год защищал цвета «КАМАЗа», принял участие за это время в 79 встречах и забил 4 мяча в первенствах СССР и России и чемпионате России, из них сыграл 36 матчей и забил 1 гол в Высшей лиге России. В 1992 году стал в составе команды победителем Первой лиги России. Кроме того, в сезоне 1993 года провёл 4 встречи и забил 2 мяча за «КАМАЗ-д» во Второй лиге.
В 1995 году выступал за «Нефтехимик», в 14 поединках отметился 1 голом. Затем в том же году перешёл в вологодское «Динамо», где играл до 1996 года, проведя за это время 19 матчей и забив 2 мяча.

## Достижения
- Победитель Первой лиги России: 1992
- Чемпион РСФСР: 1987